# 귀여운 남자
"귀여운 남자"는 한국에서 제작된 김정욱 감독의 2020년 코미디 영화이다. 신민재 등이 주연으로 출연하였다. 대한민국에는 2021년 1월 14일 개봉이 예정되었다.

## 출연
- 신민재 : 기성 역
- 이진리 : 일영 역
- 박현상 : 희봉 역
- 홍하나임 : 진주 역
- 황정윤 : 혜정 역
- 이주헌 : 범수 역
- 박용철 : 인국 역
- 공경배 : 영진 역
- 오혜민 : 경리 역
- 한창현 : 김실장 역
- 정수용 : 김과장 역
- 김수영 : 깍두기1 역
- 양정호 : 깍두기2 역
- 임진택 : 트럭 기사 역
- 박연식 : 트럭 기사2 역
- 남태우 : 약사 역
- 이정호 : 약국 서무 역
- 정진혁 : 김인선 역
- 이상훈 : 강동우 역
- 이리에 : 쌍봉댁 역
- 김태봉 : 김영감 역
- 김훈만 : 의사 역
- 김선동 : 노인1 역
- 이덕건 : 노인2 역
- 김동균 : 김형사 역
- 김동헌 : 어린기성 역
- 장선율 : 경재 역
- 유은조 : 통장 역
- 김현우 : 통장아들 역
- 김윤미 : 반상회 여자1 역
- 전영 : 반상회 여자2 역
- 권혁미 : 반상회 여자3 역
- 강슬기 : 은행1 김미숙 역
- 김민정 : 은행1 여직원1 역
- 최다은 : 은행1 여직원2 역
- 이지안 : 은행1 여직원3 역
- 김희현 : 은행1 손님1 역
- 최병숙 : 은행1 손님2 역
- 김혜영 : 은행1 손님3 역
- 김서해 : 은행2 여간부 역
- 김서준 : 은행2 남직원 역
- 안세지 : 은행2 여직원 역
- 윤도 : 은행2 손님1 역
- 정승욱 : 은행2 손님2 역
- 박세영 : 은행2 손님3 역
- 김대현 : 편의점 남자 역
- 김상동 : 목욕탕 노인 역
- 최진엽 : 목욕탕 때밀이 역
- 정시율 : 목욕탕 어린이 역
- 김혜림 : 사무실 직원1 역
- 한다희 : 사무실 직원2 역
- 조영은 : 사무실 직원3 역
- 윤수정 : 사무실 직원4 역
- 이원희 : 통닭집 알바생 역
- 인다영 : 노가리집 알바생 역
- 최하늘 : 노가리집 손님1 역
- 김소희 : 노가리집 손님2 역
- 이두현 : 노가리집 손님3 역
- 박지혜 : 노가리집 손님4 역
- 김민정 : 노가리집 손님5 역
- 이원희 : 노가리집 손님6 역
- 한다희 : 노가리집 손님7 역
- 이희수 : ATM 손님 역
- 김재찬 : ATM 손님2 역
- 전제엽 : 열쇠 수리공 역
- 최영흔 : 아기의류 직원 역
- 김기정 : 기성 동창 역
- 김설희 : 노래방 도우미1 역
- 문우빈 : 노래방 도우미2 역
- 남지혜 : 노래방 도우미3 역
- 강윤혜 : 선생님 역
- 황정민 : 범수일당1 역
- 김홍기 : 범수일당2 역
- 김하늘 : 능글맞은 학생 역
- 김상혁 : 학생1 역
- 이승민 : 학생2 역
- 황민주 : 학생3 역
- 문채령 : 학생4 역
- 이서진 : 학생5 역
- 박진규 : 학생6 역
- 장현지 : 학생7 역
- 문호빈 : 양떼목장 남학생 역
- 예송 : 양떼목장 여학생 역
- 조경우 : 사격장 안전요원 역
- 김현지 : PC방 알바생 역
- 강민구 : 레카차 기사 역
- 구본상 : 스포츠카 남자 역
- 김민정 : 대리운전 손님 역
- 윤도 : 군밤장수 역
- 안연희 : 부동산아줌마 역 (목소리 연기)
- 손혜연 : 어린아이1 역
- 박민하 : 어린아이2 역
- 윤하윤 : 어린아이3 역
- 김진우 : 어린아이4 역
- 손혜준 : 어린아이5 역
- 김려원 : 어린아이6 역

## 같이 보기
- 2021년 대한민국의 영화 목록